# 229
| 229                |
| ------------------ |
| Dødsfald - Fødsler |
|                    |

| Gregoriansk kalender | 229 CCXXIX              |
| Ab urbe condita      | 982                     |
| Armensk kalender     | I/T                     |
| Kinesiske kalender   | 2925 – 2926 戊申 – 己酉 |
| Etiopisk kalender    | 221 – 222               |
| Jødisk kalender      | 3989 – 3990             |
| Hindukalendere       |                         |
| - Vikram Samvat      | 284 – 285               |
| - Shaka Samvat       | 151 – 152               |
| - Kali Yuga          | 3330 – 3331             |
| Iransk kalender      | 393 BP – 392 BP         |
| Islamisk kalender    | 405 BH – 404 BH         |

Se også 229 (tal)